# Haag in Oberbayern
Haag in Oberbayern település Németországban, azon belül Bajorországban. Lakosainak száma 6631 fő (2023. december 31.). Haag in Oberbayern Kirchdorf és Reichertsheim községekkel határos.

## Népesség
A település népessége az elmúlt években az alábbi módon változott:
| Lakosok száma | 1018 | 2144 | 4345 | 4775 | 6226 | 6321 | 6476 | 6489 | 6425 | 6631 |
|               | 1875 | 1950 | 1975 | 1987 | 2012 | 2014 | 2016 | 2017 | 2021 | 2023 |